# 首都圈鐵道車輛整備團

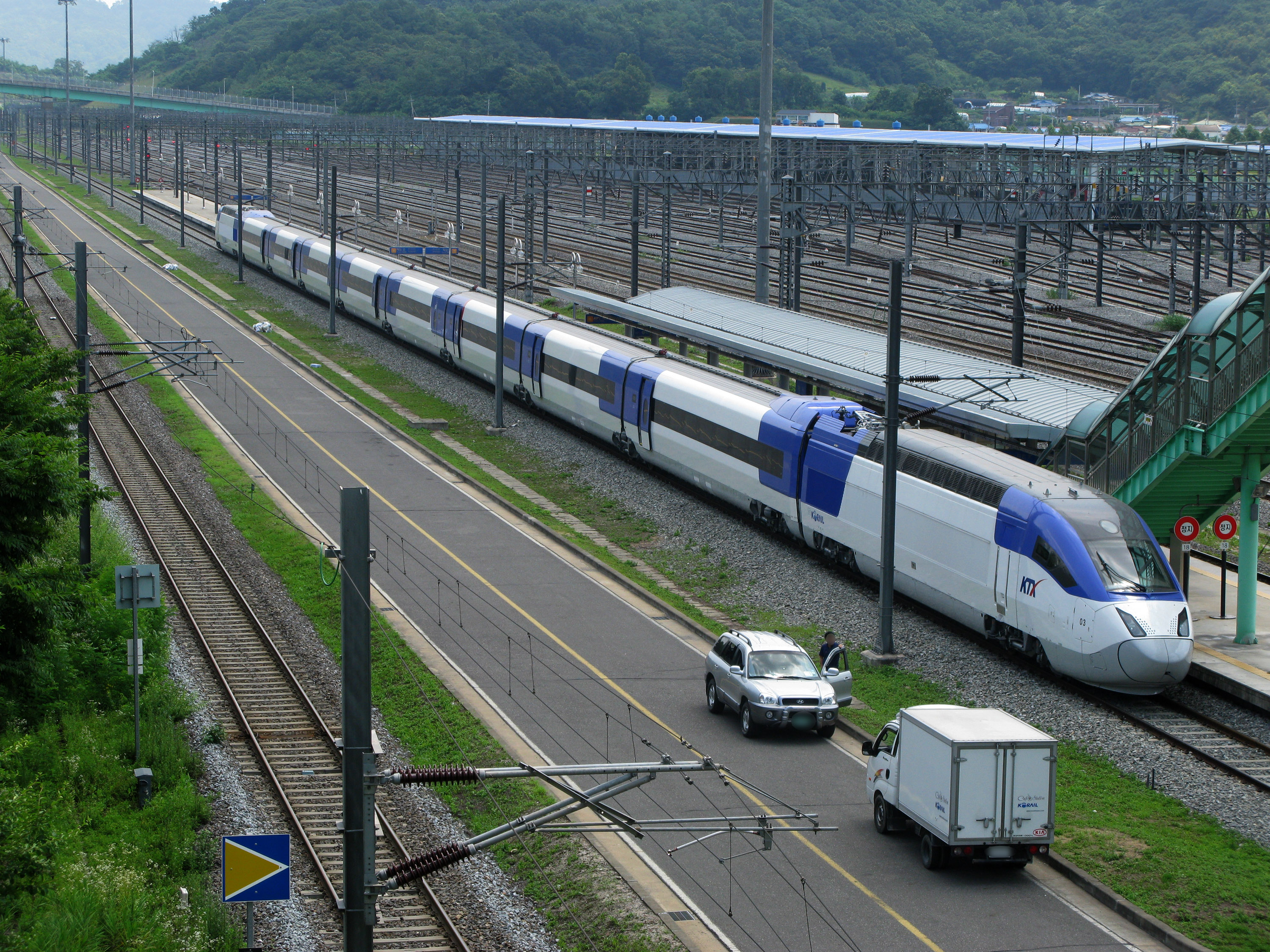
位于幸信站旁的首都圈鐵道車輛整備團

首都圈鐵道車輛整備團（：／ Sudogwon Cheoldo Charyang Jeongbidan */?）是韩国铁道公社位于京畿道高阳市德阳区的一个车辆段，在京义线幸信站附近。这个车辆段主要用于行走于京釜线、湖南线、庆全线和全罗线的KTX-山川和KTX-I列车的修理维护和停放。